# Вест-Агдер
Вест-Агдер (норв. Vest-Agder) — один із колишніх норвезьких фюльке (районів), існував до 2020 року. Розташовувався в регіоні Серланн (Південна Норвегія). Адміністративний центр — місто Крістіансанн. Межував із фюльке Ругаланн на заході та з Еуст-Агдер на сході.

## Адміністративно-територіальний поділ

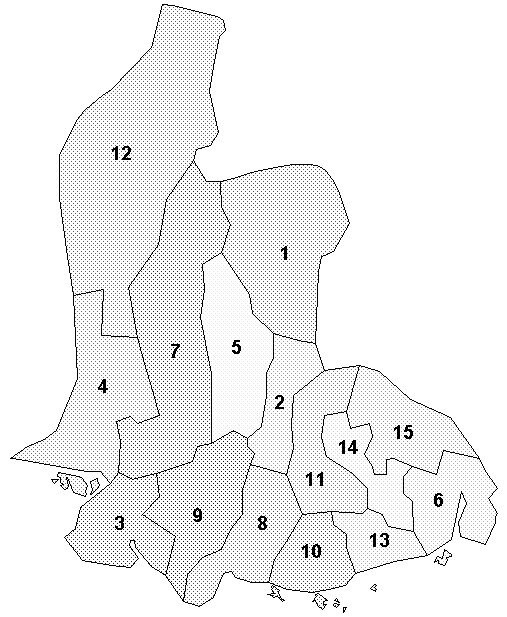
Комуни Вест-Аґдера

Вест-Агдер поділявся на 15 комун:
1. Осерал
2. Еуднедал
3. Фарсун
4. Флеккефіорд
5. Гегебустад
6. Крістіансанн
7. Квінесдал
8. Ліннеснес
9. Люнгдал
10. Мандал
11. Манадал
12. Сірдал
13. Сегне
14. Сонгдален
15. Веннесла